# Kolalugundi, Kanakapura
Kolalugundi là một làng thuộc tehsil Kanakapura, huyện Ramanagara, bang Karnataka, Ấn Độ.